# Byrrhus eximius
Byrrhus eximius är en skalbaggsart som beskrevs av Leconte 1850. Byrrhus eximius ingår i släktet Byrrhus och familjen kulbaggar. Inga underarter finns listade i Catalogue of Life.